# 2a Brigada Mixta (Exèrcit Popular de la República)
La 2a Brigada Mixta va ser una unitat de l'Exèrcit Popular de la República que va combatre durant la Guerra Civil Espanyola.

## Historial
La unitat va ser creada el 13 d'octubre en Ciudad Real, formada a partir de milícies extremenyes, milícies ferroviàries, i forces militars de la guarnició de Madrid. El cap de milícies Jesús Martínez de Aragón es va fer càrrec del comandament de la brigada.
Després d'un període de formació, el 15 de novembre la brigada mixta va ser traslladada a Madrid per ferrocarril, arribant a la zona Horta i seguint a peu fins a la zona d'Ocaña-Noblejas i després a la primera línia de combat. L'endemà passat va ser enviada a la Ciutat Universitària, on va quedar en la reserva. Durant els següents mesos va estar cobrint el sector que anava des de la tàpia sud de la Casa de Campo fins a la Puerta del Ángel, però el nivell de desgast va ser tal que va haver de ser retirada a la rereguarda per a reorganitzar-se i reequipar-se. Conseqüència de la reorganització general de les forces del Front de Madrid, la 2a BM va ser agregada a la 10a Divisió del I Cos d'Exèrcit. Entre el 9 i el 14 d'abril la brigada mixta va participar en un atac fallit contra el Cerro Garabitas del qual va sortir amb nombroses baixes, entre elles el comandant de la brigada, Martínez de Aragón, que va morir. Aquest seria reemplaçat pel cap d'un dels batallons, el major de milícies Juan José Gallego Pérez, i la unitat va haver de ser refeta.
Al juliol va participar en la batalla de Brunete, ocupant la població de Villanueva del Pardillo el 7 de juliol. L'endemà participa al costat d'altres unitats en la presa del castell d'Aulencia, i uns dies després va passar a la defensiva, rellevant a la 31a Divisió en la zona de Villanueva de la Cañada, coincidint amb l'esgotament de l'ofensiva republicana. Després del final dels combats la unitat va tornar al capdavant madrileny, sense tornar a participar en operacions de rellevància durant gairebé un any.
En la primavera de 1938 la 2a BM va marxar al capdavant de Llevant per a intentar frenar l'ofensiva franquista, després que les forces de Franco haguessin arribat al Mediterrani. Cap al 22 d'abril es troba defensant el sector de Vilafranca-Cantavieja-Iglesuela del Cid, entre les províncies de Castelló i Terol. En els combats que va sostenir la brigada va sortir molt mal parada, sofrint fortes pèrdues i passant a la reserva per a reconstituir-se.
Al començament de 1939 es va traslladar al front d'Extremadura i va quedar enquadrada en la 64a Divisió del XVII Cos d'Exèrcit. Va ser destinada al sector d'Hinojosa del Duque-Valsequillo, amb la missió d'impedir el cèrcol de les forces republicanes que es trobaven dins de la bossa de Valsequillo. Durant els següents dies va realitzar nombrosos atacs contra les posicions enemigues a Sierra Trapera i a Mocitas-Mataborrachas. En els últims moments va ser enviada a l'interior de la bossa, on va cobrir el replegament republicà. La 2a BM va sortir molt infringida de la batalla de Valsequillo, veient-se obligada a reduir la seva grandària a dos batallons, per la qual cosa va ser retirada a Santa Eufemia per a una nova reestructuració. A pesar que a l'octubre de 1938 les brigades mixtes van rebre l'ordre de redactar un historial operatiu de cada unitat, la veritat és que no hi ha constància de quin va ser la seva final; pel que sembla es trobava al Llevant quan va acabar la contesa.

## Comandaments
Comandants
- Major de milícies Jesús Martínez de Aragón;
- Major de milícies Juan José Gallego Pérez;
- Major de milícies Ignacio Esnaola Iraola;
- Major de milícies Carlos Cornejo;

Comissaris
- Felipe Gómez Hernando;
- Antonio Jiménez Soler, del PCE;[5]